# Douglas (Massachusetts)
Douglas – miasto w Stanach Zjednoczonych, w stanie Massachusetts, w hrabstwie Worcester.